# Darrell Castle
Darrell Castle, né le 11 octobre 1948 à Kingsport dans le Tennessee, est un avocat et homme politique américain.

## Biographie
En 2008, il est candidat à la vice-présidence des États-Unis pour l'élection présidentielle américaine de 2008. Avec Chuck Baldwin, il forme le ticket du Parti de la Constitution pour cette élection.
Quatre ans plus tard, en 2012, il se présente comme candidat de ce même parti à la présidence, mais c'est l'ancien député Virgil Goode qui emporte le scrutin. En 2016, il est choisi pour représenter le Parti de la Constitution à l'élection présidentielle, avec Scott Bradley pour la vice-présidence.